# Arte digitale

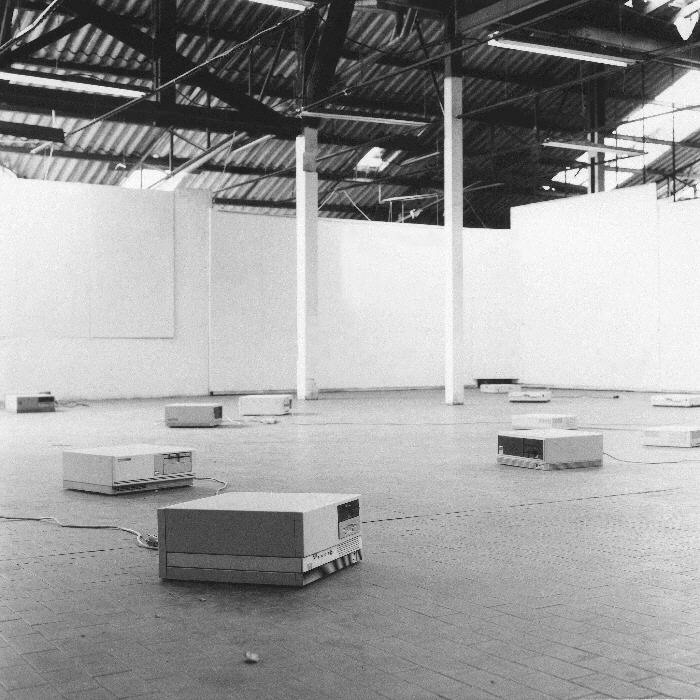
Maurizio Bolognini, Programmed Machines (Nizza, Francia, 1992–97). Una installazione che mescola digital art ed arte concettuale. I computer sono programmati per proiettare sequenze di immagini digitali che nessuno può vedere.

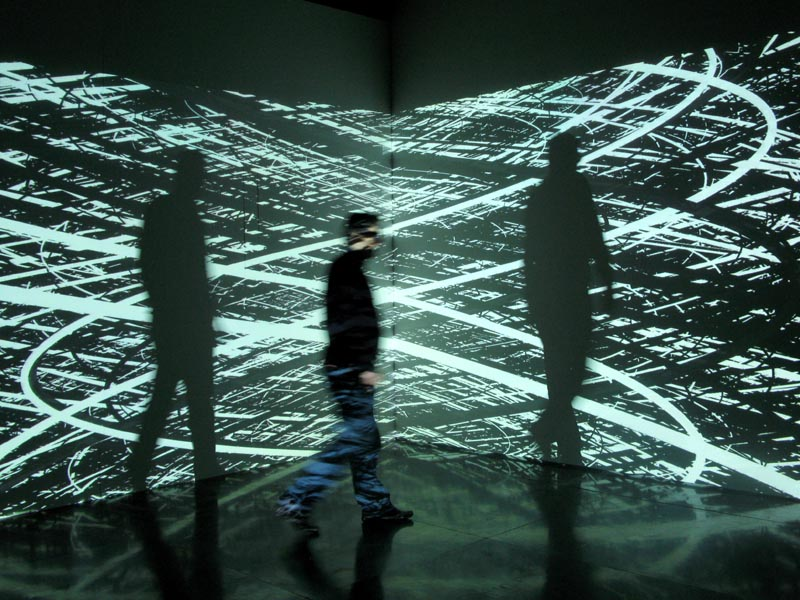
Irrational Geometrics digital art installation 2008 di Pascal Dombis

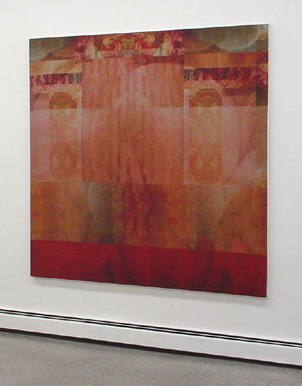
Joseph Nechvatal birth Of the viractual 2001 computer-robotic contempla un acrilico su carta

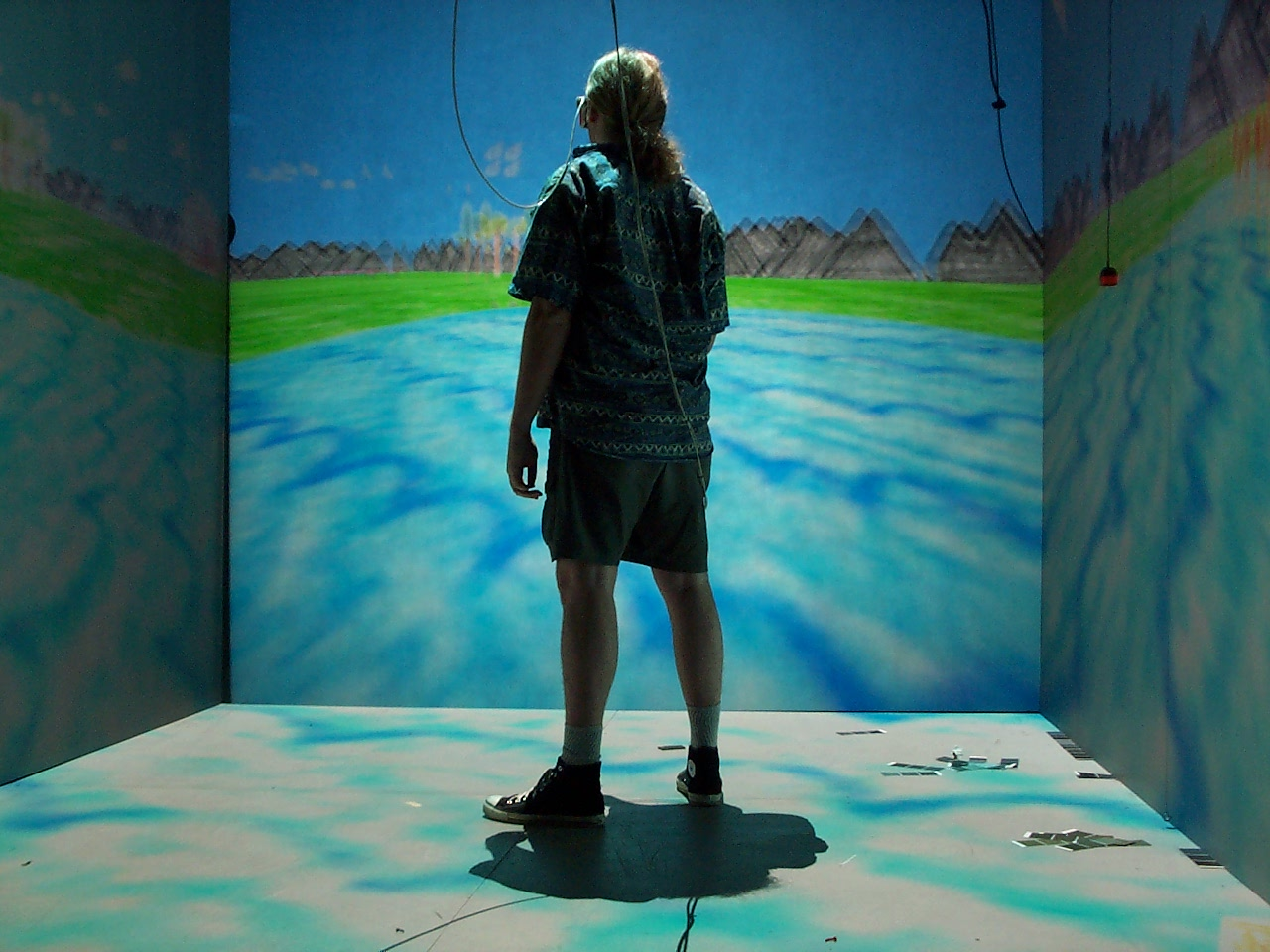
Il Cave Automatic Virtual Environment all'Università dell'Illinois a Chicago

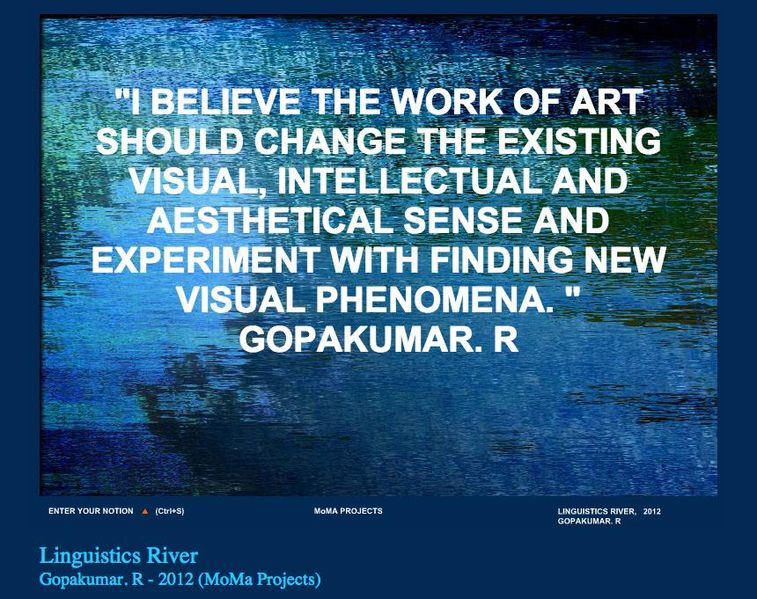
Linguistics River, 2012 MoMa educational net art project

Con arte digitale (detta anche digital art o computer art) si definisce un'opera o una pratica artistica che utilizza la tecnologia digitale come parte del processo creativo o di presentazione espositiva. Dagli anni '70, sono stati usati vari nomi per descrivere tale processo, tra cui "computer art" ed "arte multimediale". L'arte digitale è spesso compresa nel termine ombrello new media art.
Una volta vinte le reticenze iniziali l'impatto delle tecnologie digitali trasformarono radicalmente discipline come la pittura, il disegno, la scultura, la musica o la sound art, mentre altri campi della ricerca artistica digitale come la net art, l'installazione digitale e la realtà virtuale, divennero pratiche artistiche riconosciute. Più in generale il termine artista digitale è usato per descrivere chi fa uso delle tecnologie digitali nella produzione artistica.
Le tecniche dell'arte digitale sono ampiamente utilizzate dai media mainstream nelle pubblicità e dai registi per produrre effetti visivi. Il desktop publishing ha avuto un enorme impatto sul mondo dell'editoria, anche se questo è più legato alla progettazione grafica. Le tecniche digitali sono comunque diventate uno strumento indispensabile nella creazione di un'opera, sia per gli artisti digitali che per quelli tradizionali. Considerando poi i parallelismi tra le arti visive e musicali, è possibile che l'accettazione generale del valore dell'arte visiva digitale progredisca più o meno allo stesso modo dell'accresciuta accettazione della musica prodotta elettronicamente negli ultimi tre decenni.

## Storia dell'Arte digitale
La computer art nasce nel 1950 grazie alla sperimentazione di Ben Laposky (USA) e Manfred Frank (Germania), due matematici e programmatori, non artisti, ma con delle sensibilità artistiche orientate più verso la grafica. Laposky e Frank si rifanno al costruttivismo e al razionalismo del Bauhaus. Ben Laposky nel 1950 realizza un “oscillogramma”: lavora con l'oscilloscopio, scrive una funzione matematica (quindi non un'immagine) nel processore ed ottiene la base per una proiezione grafica, poi prende l'oscilloscopio con il quale varia la lunghezza d'onda dei raggi luminosi del tubo catodico e crea delle distorsioni.
La digital art può essere generata completamente dai computer, come per i frattali, o presa da altre sorgenti, come la scansione di una fotografia o un'immagine disegnata con l'ausilio di un software di grafica vettoriale, usando un mouse o una tavoletta grafica. La disponibilità e la popolarità di software per il fotoritocco e la manipolazione delle immagini ha prodotto una vasta e creativa libreria di immagini altamente modificate, che hanno poco o nulla a che vedere con le immagini originali. Usando versioni elettroniche di pennelli, filtri e ingrandimenti, questi "neografi", producono immagini non ottenibili attraverso i convenzionali strumenti fotografici. Inoltre, gli artisti digitali possono manipolare scansioni di disegni, dipinti, collage o litografie, o usare le tecniche sopra menzionate in combinazione.
La grafica tridimensionale viene creata attraverso il processo di disegnare immagini complesse a partire da forme geometriche, poligoni o NURBS, per creare forme tridimensionali realistiche, oggetti e scene utilizzabili in diversi media, come film, televisione, stampe ed effetti speciali visivi.
I principali mass media usano molta digital art nelle pubblicità, e i computer sono impiegati abbondantemente nei film per produrre effetti speciali. Il desktop publishing ha avuto un grande impatto nel mondo dell'editoria, anche se è più correlato alla grafica (graphic design).
Cionondimeno, la digital art deve ancora guadagnarsi l'accettazione e il riguardo concessi a forme d'arte storicamente consolidate come scultura, pittura e disegno, forse a causa dell'erronea impressione da parte di molti che l'autore ultimo a realizzarla sia il computer. Ad ogni modo, gli artisti digitali dispongono di un'ampia gamma delle tecniche di cui sopra per esprimere creativamente loro stessi.
I computer vengono usati comunemente anche per creare musica, specialmente musica elettronica, in quanto forniscono una maniera facile e potente per arrangiare e creare campioni sonori. È possibile che l'accettazione generale del valore della digital art aumenterà allo stesso modo in cui è aumentata l'accettazione della musica prodotta con l'elettronica durante gli ultimi tre decenni.
Pietro Grossi, pioniere della Computer music, con gli stessi principi estetici che hanno guidato il suo lavoro musicale, crea la HomeArt (termine da lui stesso coniato e teorizzato), presentata per la prima volta durante la mostra Nuova Atlantide - Il continente della musica elettronica alla Biennale di Venezia nel 1986.
I processi musicali di Grossi si concretizzano ora in immagini digitali. I suoi programmi all’interno dei quali viene dato spazio a procedure casuali nell’ambito di una unica idea compositiva,  si sviluppano poi in una miriade di variazioni grafiche, che lui cattura fotografando lo schermo, e chiama Attimi di HomeArt. Dal 1986 fino al 2002, anno della sua scomparsa, centinaia di programmi di HomeArt e di realizzazioni visive, spesso cristallizzate in immagini fotografiche stampate su carta, sono state prodotte e documentate dall’autore. Sergio Maltagliati, compositore e artista digitale, continuerà e svilupperà il lavoro di Grossi, anche per la parte grafica, creando il software autom@tedVisuaL (che deriva dal software autom@tedVisualMusiC).
Questo nuovo programma crea sequenze sempre diverse di immagini digitali, e segue il codice dei programmi originali di HomeArt di Grossi. Il lavoro è documentato in una pubblicazione HOMEBOOK 45 unique graphics.

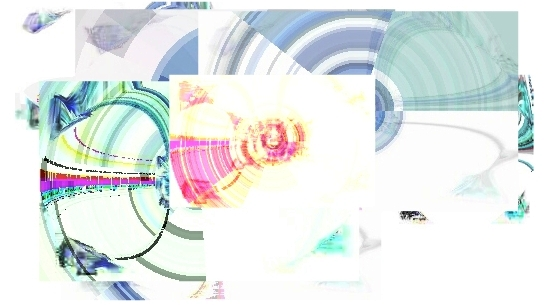
autom(@)tedVisualMusiC (screenshot) 1999

A poco a poco il mondo dell'arte digitale ha fatto progressi e ha tentato di cercare una sua collocazione e a stabilire una sua nicchia di mercato; a tal proposito sono state organizzate numerose mostre e assegnate dei premi in Italia e all'estero, proprio con lo scopo di sensibilizzare verso questo nuovo tipo di arte. Sebbene l'arte digitale in Italia non abbia ancora attecchito come in altri paesi, ci sono numerosi artisti digitali.

## Campi della digital art
- Fotografia digitale
- Digital imaging
- Electronic Literature
- Computer poetry
- net art
- Musica elettronica
- Arte elettronica; ha un significato più ampio di Digital art, in quanto coinvolge molte interrelazioni tra arte e tecnologia.
- Pixel art